# Torsebro

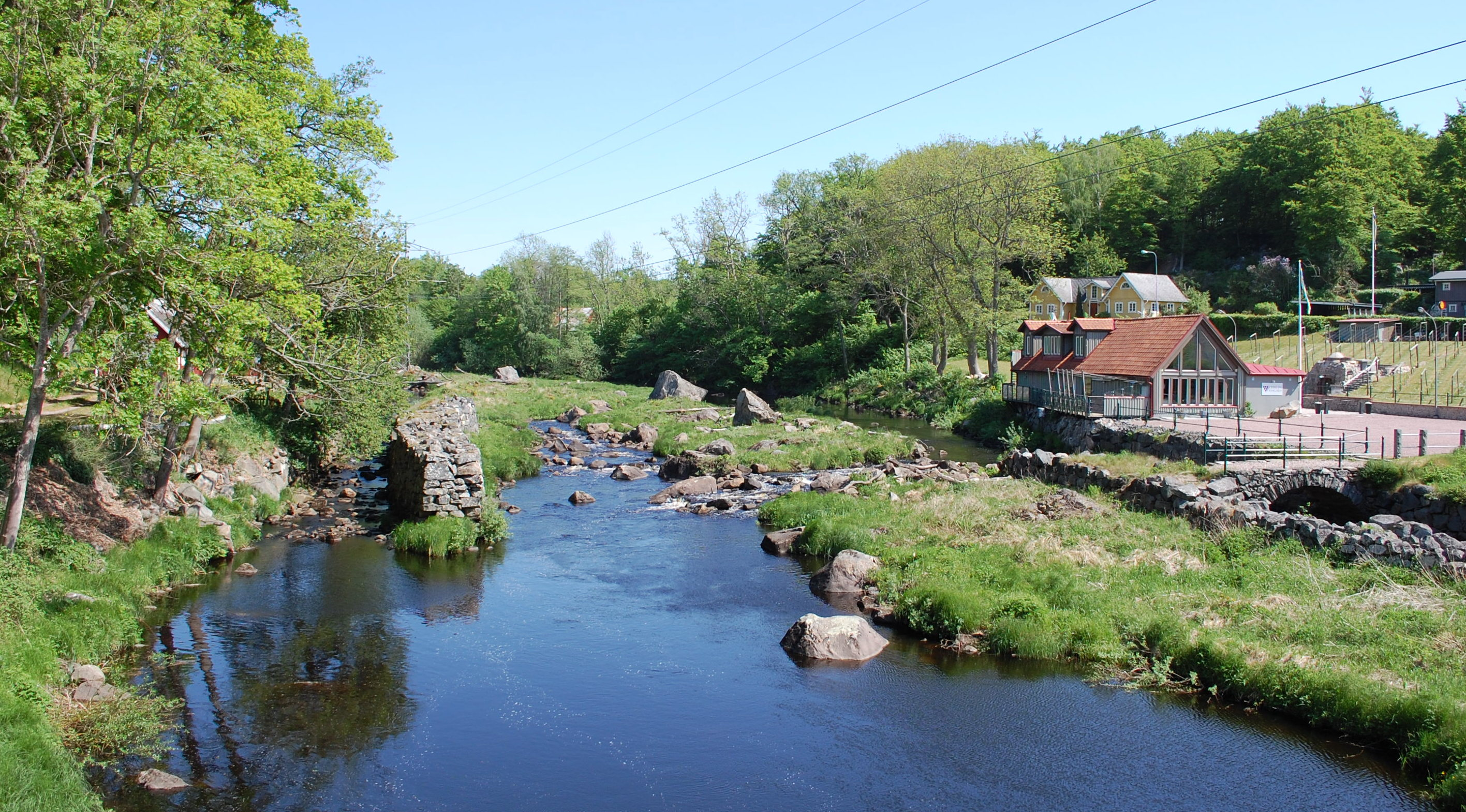
Helge å vid Torsebro.

Torsebro är en bebyggelse i Kristianstads kommun i Skåne län, belägen cirka tio kilometer uppströms Helge å från Kristianstad. 2015 justerade SCB definitionen för tätorter något, varvid man fann att avstånden mellan de olika husområdena är för stort för att området skall kunna utgöra en gemensam tätort och delarna har för få boende för att i sig kunna utgöra tätorter. Orten räknades därmed av SCB som två småorter, denna (den östra delen) och Torsebro västra. VId avgränsningen 2023 klassades de två som sammanvuxna igen och åter bildande en tätort.
Här finns bestånd av gammal ekskog, med en insektsfauna som är beroende av denna.

## Historia
I Torsebro låg tidigare Torsebro krutbruk och bruksbyggnaderna står kvar som byggnadsminnen. Det gamla bruksområdet är i dag en parkliknande skog med promenadstigar.

### Befolkningsutveckling
| Befolkningsutvecklingen i Torsebro / Torsebro (östra delen) 1960–2015 | Befolkningsutvecklingen i Torsebro / Torsebro (östra delen) 1960–2015 | Befolkningsutvecklingen i Torsebro / Torsebro (östra delen) 1960–2015 | Befolkningsutvecklingen i Torsebro / Torsebro (östra delen) 1960–2015 | Befolkningsutvecklingen i Torsebro / Torsebro (östra delen) 1960–2015 |
| --------------------------------------------------------------------- | --------------------------------------------------------------------- | --------------------------------------------------------------------- | --------------------------------------------------------------------- | --------------------------------------------------------------------- |
|                                                                       |                                                                       |                                                                       |                                                                       |                                                                       |
| År                                                                    |                                                                       |                                                                       | Folkmängd                                                             | Areal (ha)                                                            |
| 1960                                                                  | 1960                                                                  |                                                                       | 276                                                                   |                                                                       |
| 1965                                                                  | 1965                                                                  |                                                                       | 274                                                                   |                                                                       |
| 1970                                                                  | 1970                                                                  |                                                                       | 262                                                                   |                                                                       |
| 1975                                                                  | 1975                                                                  |                                                                       | 238                                                                   |                                                                       |
| 1980                                                                  | 1980                                                                  |                                                                       | 204                                                                   |                                                                       |
| 1990                                                                  | 1990                                                                  |                                                                       | 215                                                                   | 67                                                                    |
| 1995                                                                  | 1995                                                                  |                                                                       | 259                                                                   | 67                                                                    |
| 2000                                                                  | 2000                                                                  |                                                                       | 249                                                                   | 64                                                                    |
| 2005                                                                  | 2005                                                                  |                                                                       | 262                                                                   | 64                                                                    |
| 2010                                                                  | 2010                                                                  |                                                                       | 270                                                                   | 64                                                                    |
| 2015                                                                  | 2015                                                                  |                                                                       | 136                                                                   | 58#                                                                   |
| Anm.: Upphörde som tätort 2015, ny småort 2015. # Som småort.         |                                                                       |                                                                       |                                                                       |                                                                       |

## Idrott
I Torsebro finns en tennisanläggning och ett friluftsbad som är öppet under sommarmånaderna.